# GAL (elektronika)
Obvod GAL (z anglického Generic Array Logic) je malé programovatelné hradlové pole. Byl inovací obvodů PAL. Byl vyvinut ve firmě Lattice Semiconductor. Obvod GAL mohl přímo nahradit obvod PAL, díky náhradě bylo dokonce možné přidat zařízením používajícím PAL novou funkčnost. Hlavním vylepšením obvodů GAL proti starším PAL však byla možnost smazání a přeprogramování.
Na trhu byly rovněž podobné obvody PEEL (programmable electrically erasable logic), zavedené firmou International CMOS Technology (ICT) corporation.